# João Monteiro Andrade e Sousa
João Monteiro de Andrade e Sousa (S. Mamede, Lisboa, 18 de Dezembro de 1923) foi um arquitecto português.

## Biografia
Licenciou-se em arquitectura pela Faculdade Nacional de Belas Artes de Lisboa. Distinguiu-se em diversas áreas das artes, recebendo em 1984 menção honrosa do prémio Valmor atribuído à sua obra "Edifício Gemini", em Lisboa.

## Prémios
- Menção Honrosa do Prémio Valmor e Municipal de Arquitectura 1984[1]